# Tony Tan Keng Yam
Tony Tan Keng Yam (chiń. upr. 陈庆炎; chiń. trad. 陳慶炎; pinyin Chén Qìngyán; pe̍h-ōe-jī Tân Khèng-iām; ur. 7 lutego 1940 w Singapurze) – singapurski matematyk i polityk, prezydent kraju od 1 września 2011 do 1 września 2017.
W latach 1979–2006 był deputowanym z ramienia Partii Akcji Ludowej (PAP). Przed objęciem roli prezydenta był wieloletnim członkiem rządu, jako minister edukacji w latach 1980–1981 oraz 1985–1991, minister handlu i przemysłu (1981–1986), minister finansów (1983–1985), minister zdrowia (1985–1986). W latach 1995–2005 był wicepremierem oraz ministrem obrony Singapuru.

## Edukacja i praca naukowa
Tony Tan uczęszczał do singapurskich szkół St Patrick’s Institution i St. Joseph’s Institution. Jako stypendysta rządowego programu, w 1962 ukończył fizykę (licencjat) na Narodowym Uniwersytecie Singapuru (NUS). Następnie, jako stypendysta fundacji Asia Foundation, ukończył studia magisterskie na Massachusetts Institute of Technology w Stanach Zjednoczonych. Doktoryzował się w dziedzinie matematyki na University of Adelaide w Australii.
W 1964 rozpoczął pracę jako wykładowca na Wydziale Fizyki NUS. W latach 1967–1969 wykładał na Wydziale Matematyki tego uniwersytetu. W 1969 zrezygnował z pracy na uczelni i rozpoczął pracę menedżera, a następnie dyrektora w korporacji Oversea-Chinese Banking Corporation (OCBC Bank). W 1979 zrezygnował z posady i rozpoczął działalność polityczną. W latach 1980–1981 pełnił funkcję wicerektora Narodowego Uniwersytetu Singapuru.

## Kariera polityczna
W 1979 Tony Tan zaangażował się w działalność polityczną. Został członkiem rządzącej Partii Akcji Ludowej (PAP). 11 lutego 1979 wszedł w skład Parlamentu Singapuru, reprezentując okręg Sembawang. W parlamencie zasiadał przez 27 lat, do 6 maja 2006.
W latach 1979–1980 pełnił funkcję ministra stanu ds. edukacji. Od 1980 do 1981 zajmował urząd ministra edukacji, a w latach 1981–1983 ministra ds. Narodowego Uniwersytetu Singapuru oraz Uniwersytetu Technologicznego Nanyang. Jako minister przyczynił się do poprawy systemu szkolnictwa, umożliwiającego wszystkim uczniom naukę w szkole średniej.
W latach 1981–1986 zajmował urząd ministra handlu i przemysłu. Jednocześnie w latach 1983–1985 był ministrem finansów, a w latach 1985–1986 ministrem zdrowia. Od 1985 do 1991 ponownie zajmował stanowisko ministra edukacji. W 1991 odszedł z rządu i powrócił do pracy w sektorze prywatnym. Od 1992 do 1995 był dyrektorem w korporacji OCBC Bank.
W 1995 wszedł w skład gabinetu premiera Goh Chok Tonga, w którym objął stanowisko wicepremiera (1995–2005). Jednocześnie od 1995 do 2003 zajmował urząd ministra obrony, a w latach 2003–2005 ministra koordynującego ds. bezpieczeństwa i obrony. W tej roli koordynował pracę resortów obrony, spraw wewnętrznych oraz spraw zagranicznych, co miało na celu przeciwdziałanie zagrożeniom terroryzmu. Jako minister obrony przyczynił się do modernizacji Singapurskich Sił Zbrojnych, w tym zwiększenia ich zdolności bojowych. Doprowadził do podpisania porozumień o współpracy sił zbrojnych i wywiadów z kilkoma państwami, w tym z Australią, Francją, Indonezją, RPA oraz USA. W 2005 odszedł z rządu. W roku następnym złożył mandat deputowanego.

## Działalność społeczna i życie osobiste
Po zakończeniu pracy w rządzie, pozostał aktywny w życiu społecznym i naukowym, wchodząc w skład wielu organizacji i stowarzyszeń. Zajmował stanowisko dyrektora rządowej korporacji inwestycyjnej Government of Singapore Investment Corporation oraz dyrektora holdingu prasowego Singapore Press Holdings. Był przewodniczącym Narodowej Fundacji Badań (ang. National Research Foundation) oraz wiceprzewodniczącym Rady ds. Badań, Innowacji i Przedsiębiorczości (ang. Research, Innovation and Enterprise Council).
Patronował wielu instytucjom oraz organizacjom społecznym i charytatywnym, m.in. Singapurskiemu Stowarzyszeniu Komputerowemu, Singapurskiemu Stowarzyszeniu Pływackiemu, Singapurskiemu Teatrowi Tańca, Szkole Medycznej Narodowego Uniwersytetu Singapuru, Hospicjum Dover Park.
Tony Tan od 1964 jest żonaty z Mary Chee Bee Kiang, mają czworo dzieci (trzech synów i córkę).

## Prezydent Singapuru

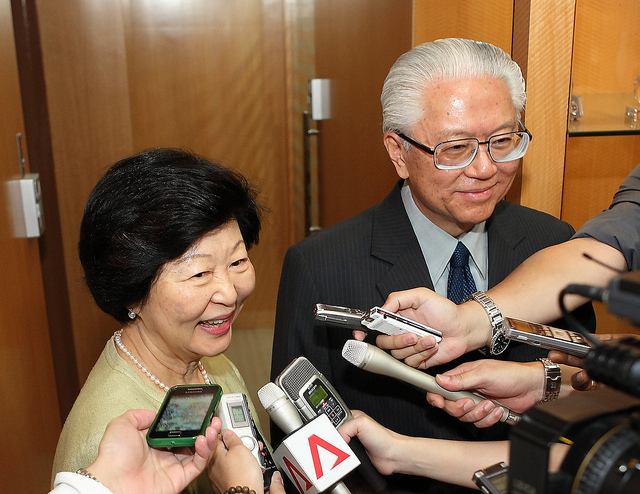
Tony Tan, wraz z małżonką, ogłaszający swoją kandydaturę w wyborach, czerwiec 2011

23 czerwca 2011 ogłosił zamiar startu w wyborach prezydenckich zaplanowanych na sierpień 2011. Ogłosił również rezygnację z zajmowanych stanowisk, a także, czego wymaga konstytucja, rezygnację z członkostwa w partii politycznej (PAP). 7 lipca 2011 oficjalnie zarejestrował się jako kandydat w wyborach. 16 sierpnia 2011 jego kandydatura została zatwierdzona przez komisję wyborczą. Tan był preferowanym kandydatem rządzącej Partii Akcji Ludowej.
W wyborach prezydenckich 27 sierpnia 2011 zdobył 35,19% głosów poparcia, nieznacznie pokonując Tan Cheng Bocka, który uzyskał 34,85% głosów oraz Tan Jee Saya (25,04%) i Tan Kin Liana (4,91%). Z powodu różnicy głosów między kandydatami wynoszącej mniej niż 2%, przeprowadzone zostało powtórne liczenie głosów, które potwierdziło wygraną Tony Tana różnicą 7269 głosów (0,34%). Wyborach wzięło udział ok. 2,15 mln obywateli. 1 września 2011 Tan został zaprzysiężony na stanowisku prezydenta Singapuru.